# Mindoro
Mindoro – filipińska wyspa, położona na południowy zachód od Luzonu. Około 600 000 mieszkańców, większość na wybrzeżu. Powierzchnia 10,6 tys. km².

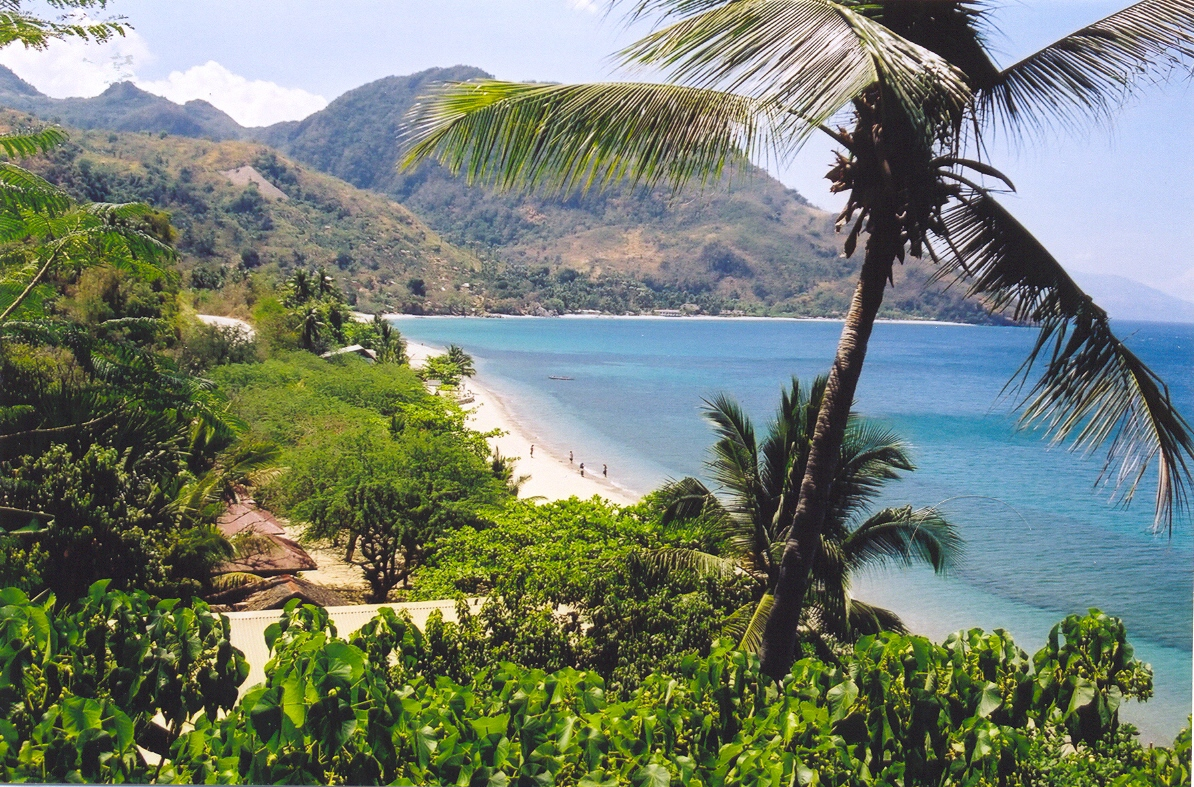
Plaża w północnej części Mindoro

Wyspa zbudowana jest z wapieni i ze skał krystalicznych. Górzysta, najwyższy szczyt Halcon 2582 m n.p.m. Wybrzeżom towarzyszą wąskie niziny. Panuje klimat równikowy, wilgotny. Roczna suma opadów wynosi ponad 2000 mm. Liczne wodospady na zasobnych w wodę, krótkich rzekach. Występują wtórne bory sosnowe w górach i wilgotne lasy równikowe.
Podstawą gospodarki jest rolnictwo, na wyspie uprawia się palmy kokosowe, ryż, kukurydzę i trzcinę cukrową. Ma miejsce eksploatacja złota. Największym miastem jest Calapan.